# Ordre du Lion de Zaeringen
L'ordre du Lion de Zaeringen ou Zähringer est une décoration instituée le 26 décembre 1812 par Charles II de Bade afin de récompenser les mérites civils et militaires. Il donna le nom de Zähringen en l'honneur de ses ancêtres. Il reprend le lion, symbole de sa maison et la devise « Pour l'honneur et la vérité » (FÜR EHRE UND WAHRHEIT).

## Classes
L'ordre était constitué de cinq classes :
- Grand-croix,
- Commandeur de 1re classe ;
- Commandeur de 2e classe ;
- Chevalier de 1re classe ;
- Chevalier de 2e classe.

## Description
Il reprend la couleur verte sur l'émail d'une croix et sur le bandeau de l'ordre. L'or est sous forme de deux liserés sur le bandeau et sur les feuilles qui encadrent la croix. Sur le revers le lion est sur un fond rouge.

## Cas particuliers

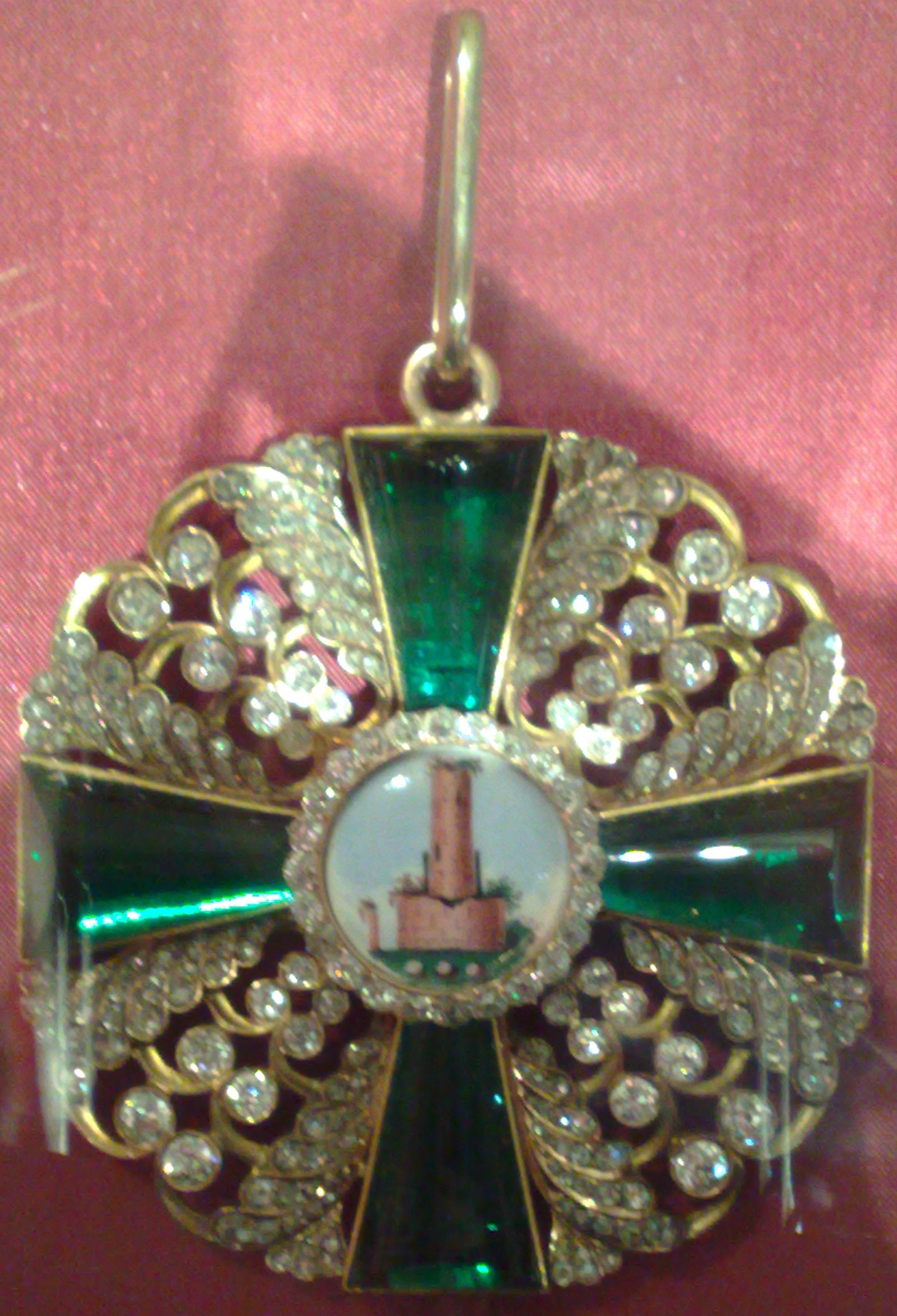
Médaille à titre civil sertie de diamants.

En 1866 une distinction spéciale fut mise en place avec l'adjonction de feuilles de chêne mais aussi d'épées pour services militaires ou de diamants.

## Sources
- en allemand